# Рейффтон (Пенсільванія)
Рейффтон (англ. Reiffton) — переписна місцевість (CDP) в США, в окрузі Беркс штату Пенсільванія. Населення — 4274 особи (2020).

## Географія
Рейффтон розташований за координатами 40°18′38″ пн. ш. 75°51′41″ зх. д. / 40.31056° пн. ш. 75.86139° зх. д. (40.310642, -75.861342).  За даними Бюро перепису населення США в 2010 році переписна місцевість мала площу 4,89 км², з яких 4,89 км² — суходіл та 0,00 км² — водойми.

## Демографія
Згідно з переписом 2010 року, у переписній місцевості мешкало 4178 осіб у 1541 домогосподарстві у складі 1156 родин. Густота населення становила 854 особи/км².  Було 1586 помешкань (324/км²).
Расовий склад населення:
| - 90,3 % — білих - 4,0 % — чорних або афроамериканців - 2,8 % — азіатів - 0,2 % — корінних американців |

До двох чи більше рас належало 1,9 %. Частка іспаномовних становила 2,6 % від усіх жителів.
За віковим діапазоном населення розподілялося таким чином: 23,5 % — особи молодші 18 років, 56,8 % — особи у віці 18—64 років, 19,7 % — особи у віці 65 років та старші. Медіана віку мешканця становила 44,0 року. На 100 осіб жіночої статі у переписній місцевості припадало 92,6 чоловіків;  на 100 жінок у віці від 18 років та старших — 92,5 чоловіків також старших 18 років.
Середній дохід на одне домашнє господарство  становив 96 386 доларів США (медіана — 82 627), а середній дохід на одну сім'ю — 115 455 доларів (медіана — 104 710). За межею бідності перебувало 3,7 % осіб, у тому числі 4,0 % дітей у віці до 18 років та 8,2 % осіб у віці 65 років та старших.
Цивільне працевлаштоване населення становило 2414 осіб. Основні галузі зайнятості: освіта, охорона здоров'я та соціальна допомога — 30,0 %, виробництво — 16,7 %, роздрібна торгівля — 15,5 %.